# Ntare I. Rushatsi
Ntare I. Kivimira Savuyimba Semunganzashamba Rushatsi Cambarantama war von 1680 bis 1709 König des Königreiches Burundi. 
Er war ein Nachkomme der Familie der Ntwero und der vermutlich erste König von Burundi. Sein Nachfolger wurde Mwezi III. Ndagushimiye.

## Weblink
- Liste der Herrscher und Präsidenten Burundis

| Vorgänger | Amt                         | Nachfolger              |
| --------- | --------------------------- | ----------------------- |
| —         | König von Burundi 1680–1709 | Mwezi III. Ndagushimiye |

| Personendaten    | Personendaten                                                      |
| ---------------- | ------------------------------------------------------------------ |
| NAME             | Ntare I. Rushatsi                                                  |
| ALTERNATIVNAMEN  | Ntare I. Kivimira Savuyimba Semunganzashamba Rushatsi Cambarantama |
| KURZBESCHREIBUNG | König von Burundi                                                  |
| GEBURTSDATUM     | vor 1680                                                           |
| STERBEDATUM      | nach 1708                                                          |